# Hotel La Perla

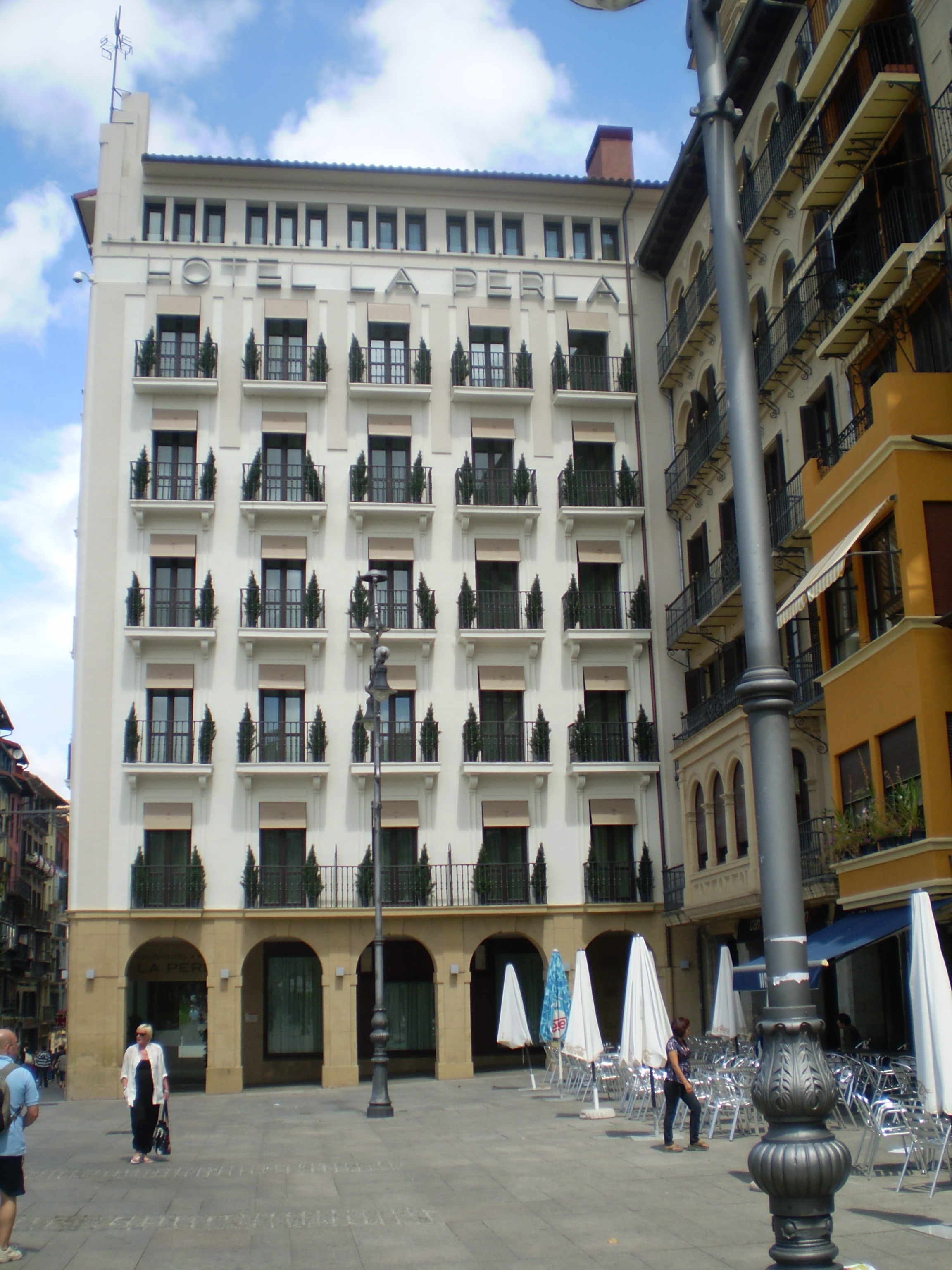
Fachada do Hotel La Perla na Praça do Castelo

O Hotel La Perla é o hotel mais famoso de Pamplona, a capital da Comunidade Foral de Navarra, Espanha. Depois de muitos anos de decadência, foi completamente renovado em 2007, tornando-se numa das mais luxuosas unidades hoteleiras da cidade.
O hotel situa-se na Praça do Castelo, no coração da centro histórico e um dos lados dá para a Rua Estafeta, uma das artérias percorridas pelos mundialmente famosos encierros (largadas de touros) dos Sanfermines (Festas de São Firmino). Esta sua localização seria provavelmente razão suficiente para a sua popularidade, nomeadamente durante os Sanfermines, período em as janelas ou varandas da Rua Estafeta são os locais mais cobiçados para assistir aos encierros.
É o segundo hotel mais antigo ainda em funcionamento em Espanha, tendo aberto em 5 de junho de 1881. Ao longo da sua história teve alguns hóspedes célebres, como Orson Welles, Charles Chaplin ou Pablo Sarasate. A história, muito divulgada, de que foi também o hotel preferido de Ernest Hemingway nas suas visitas a Pamplona, parece ser afinal uma invenção ou confusão.

## História

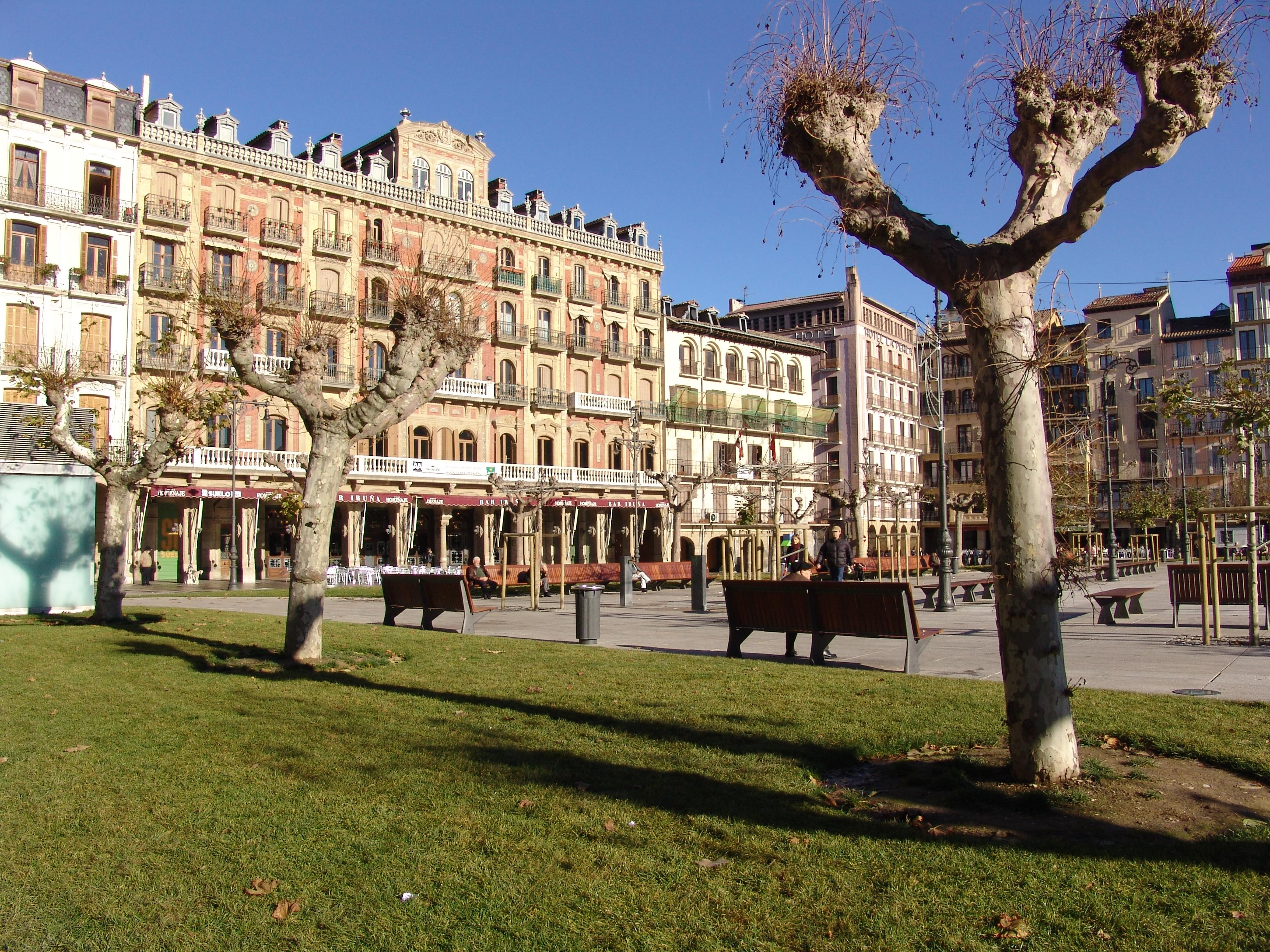
Vista da Praça do Castelo, com o Hotel La Perla na esquina ao fundo, à esquerda da árvore em primeiro plano

O hotel foi fundado em 1881 com o nome de Fonda[a] La Perla no nº 9 da Praça do Castelo pelo casal Miguel Erro e Teresa Graz, ambos ligados há hotelaria e restauração — ele era cozinheiro e ela provinha de uma família de Burguete, uma aldeia nos Pirenéus, que aí tinha uma fonda e restaurante. Passados uns meses mudaram-se para o nº 1, onde aí se encontra o hotel. O estabelecimento só foi oficialmente reconhecido como hotel em 1 de janeiro de 1888, embora em alguns impressos de 1884 e 1885 já se auto-denominasse como hotel.
Desde os primeiros anos que o restaurante da Fonda La Perla ficou conhecido pela qualidade da sua comida, para o que contribuiu o facto da família da co-proprietária ter facilidade em obter produtos franceses muito apreciados, devido à proximidade de Burguete da fronteira e das relações estreitas que mantinham com Saint-Jean-Pied-de-Port. O restaurante fornecia o bufete do Teatro Gayarre e o balneário de Betelu, frequentado pelo rei espanhol. O hotel era também notícia frequente nos jornais que anunciavam a chegada de Paris desta ou daquela  mademoiselle que iria mostrar no hotel a última moda em chapéus, faixas, corpetes...
Durante a epidemia de cólera que assolou Pamplona no verão de 1885 a Fonda La Perla foi o único estabelecimento que se atreveu continuar aberto e a fornecer comida ao lazareto (hospital de doenças infecciosas). O fundador Miguel Erro faleceria 31 de  julho vítima de cólera, poucos dias depois de ter partido para Betelu, para explorar a época estival, como era habitual. A sua morte fez com que o rei Afonso XII suspendesse a sua viagem a Betelu, onde todos os verões costumava passar alguns dias. Falou-se então que a morte de Miguel Erro teria servido oportunamente para evitar a morte do rei, mas por ironia do destino, este morreria menos de dois meses depois.
O negócio prosseguiu sob a direção da viúva Teresa Graz, com o apoio da sua cunhada Micaela Erro, isto numa altura em que ainda não se tinha inventado o conceito de mulher empresária.

### Hemingway — hóspede ou não
Segundo muitos guias turísticos, o escritor norte-americano Ernest Hemingway teria sido um hóspede fiel nas diversas visitas que fez à cidade e o Hotel La Perla aparece no seu romance “The Sun Also Rises” (publicado em Portugal com o título Fiesta), de 1927, como "Hotel Montoya". O suposto quarto favorito do escritor, o antigo nº 217 e atual 201, ainda se conserva, tendo sido reservado para todos os dias dos Sanfermines durante 40 anos por um editor suíço.
Esta história parece não ter qualquer consistência factual, pois é desmentida por escritos do pŕoprio escritor. Por exemplo em “Pamplona in July” Hemingway conta que em 1923, a primeira vez que foi aos Sanfermines, ele e a sua esposa reservaram um quarto no La Perla, mas quando lá chegaram deram-se conta de que era muito caro e a dona do hotel teve a amabilidade de lhes arranjar um quarto mais barato numa pensão no nº 5 da Rua Eslava. Nos anos seguintes hospedar-se-ia num no nº 18 da Praça do Castelo, cujo dono, Juanito Quintana, era um aficionado de touros que se tornou grande amigo do escritor e que, ele sim, inspirou a figura de Juanito Montoya que aparece em “The Sun Also Rises”.